# Мамедова, Сугра Мамед Гасан кызы
Сугра Мамед Гасан кызы Мамедова (азерб. Suğra Məmmədhəsən qızı Məmmədova; 22 марта 1926, Гянджинский уезд — ?) — советский азербайджанский виноградарь, Герой Социалистического Труда (1949).

## Биография
Родилась 22 марта 1926 года в селе Тазакенд Гянджинского уезда Азербайджанской ССР (ныне Шамкирский район).
С 1941 года — звеньевая виноградарского совхоза имени Азизбекова Шамхорского района. В 1948 году получила урожай винограда 187,6 центнеров с гектара на площади 3 гектаров.
Указом Президиума Верховного Совета СССР от 5 октября 1949 года за получение высоких урожаев винограда в 1948 году Мамедовой Сугре Мамед Гасан кызы присвоено звание Героя Социалистического Труда с вручением ордена Ленина и золотой медали «Серп и Молот».
С 1977 года — пенсионер союзного значения.